# Centre européen du résistant déporté
Le Centre européen du résistant déporté (CERD), situé sur le site de l'ancien camp de concentration de Natzweiler, en Alsace, depuis 2005, présente l'histoire des résistances et de la déportation en Europe durant la Seconde Guerre mondiale.

## Missions
Le Centre européen du résistant déporté est un lieu de mémoire, de culture, d'information, de réflexion, de rencontre et d'expositions permanentes et temporaires.

## Organisation
Le CERD et le site historique du Struthof sont placés depuis le 1er janvier 2010 sous l'administration de l’Office national des anciens combattants et victimes de guerre.

## Direction
- Valérie Drechsler (2005-2011)
- Frédérique Neau-Dufour (2011-2019)
- Guillaume d'Andlau (2019-2023)[3].
- Michaël Landolt (* 1982), (depuis 2023)[4], archéologue franco-suisse.

## Historique
En 1988, Bob Sheppard, président de l’Amicale nationale des déportés et familles de disparus de Natzweiler-Struthof, propose la création d’un musée au Struthof.
Le 21 octobre 1997, Jean-Pierre Masseret, élu de la région Lorraine, secrétaire d'État aux anciens combattants, engage le gouvernement sur la création d'un musée-mémorial au camp de concentration de Natzweiler-Struthof. Le 22 juin 2003, la première pierre est posée. Le Centre est inauguré le 3 novembre 2005 par Jacques Chirac, président de la République française.

## Architecture
Erigé près de l'entrée de l'ancien camp de concentration de Natzweiler , le Centre européen du résistant déporté a été conçu par l'architecte Pierre-Louis Faloci. Situé au-dessus de la Kartoffelkeller, cave en béton armé, construite par les déportés, il comporte 2 000 m2 de surface d'exposition.

## Coopération
Le centre coopère avec  l'association des monuments commémoratifs et mémoriaux érigés sur les différents sites annexes relevant de l’ancien complexe concentrationnaire de Natzweiler en Allemagne,,.